# Frank Möller
Frank Möller, (* 8. září 1970 Výmar, Německá demokratická republika) je bývalý reprezentant Německa v judu. Je bronzovým olympijským medailistou.

## Sportovní kariéra
S judem začal v 9 letech v rodném městě pod vedením Franka Ziesenhenneho. Později se přesunul do Hoppengartu, kde se připravoval pod vedením Dietmara Hötgera. Jako jeden z mála východoněmeckých judistů neodjel po znovusjednocení Německa v roce 1990 na západ. Připravoval se v Berlíně a ve Frankfurtu nad Odrou pod Hötgerovým vedením. Jeho doménou byla mohutná postava a na těžkou váhou slušná technika (tokui-waza: strhy makikomi).
V 90. letech patřil k nejlepších judistům v těžké váze. V roce 1992 však musel při nominaci na olympijské hry v Barceloně ustoupit zkušenějšímu Stöhrovi. Za čtyři roky si však nominaci na olympijské hry v Atlantě pohlídal, ale protaktizoval druhé kole proti Španělu Pérezovi a musel do oprav. V opravách ukázal formu a získal bronzovou olympijskou medaili. V dalších letech, i vlivem častých zranění, na světovou špičku přestal ztrácet. Na evropské poměry si však stále udržoval slušnou úroveň, která mu vynesla účast na olympijských hrách v Sydney. Jeho olympijské snažení skončilo ve druhém kole.
Sportovní kariéru ukončil po roce 2003. Věnuje se trenérské práci.

## Výsledky

### Váhové kategorie
| Turnaj             | Východní Německo | Východní Německo | Německo    | Německo    | Německo    | Německo    | Německo    | Německo    | Německo    | Německo    | Německo    | Německo    | Německo    | Německo    | Německo    |
| Turnaj             | 1989             | 1990             | 1991       | 1992       | 1993       | 1994       | 1995       | 1996       | 1997       | 1998       | 1999       | 2000       | 2001       | 2002       | 2003       |
| Turnaj             | 19               | 20               | 21         | 22         | 23         | 24         | 25         | 26         | 27         | 28         | 29         | 30         | 31         | 32         | 33         |
| Turnaj             | těžká váha       | těžká váha       | těžká váha | těžká váha | těžká váha | těžká váha | těžká váha | těžká váha | těžká váha | těžká váha | těžká váha | těžká váha | těžká váha | těžká váha | těžká váha |
| ------------------ | ---------------- | ---------------- | ---------- | ---------- | ---------- | ---------- | ---------- | ---------- | ---------- | ---------- | ---------- | ---------- | ---------- | ---------- | ---------- |
| Olympijské hry     |                  |                  |            | —          |            |            |            | 3.         |            |            |            | úč.        |            |            |            |
| Mistrovství světa  | —                |                  | úč.        |            | 3.         |            | 2.         |            | úč.        |            | 5.         |            | —          |            | 5.         |
| Mistrovství Evropy | —                | 3.               | —          | 1.         | 3.         | 3.         | 2.         | —          | —          | 5.         | úč.        | 3.         | —          | úč.        | úč.        |
| MS juniorů         |                  | 3.               |            |            |            |            |            |            |            |            |            |            |            |            |            |
| ME juniorů         | ?                | 1.               |            |            |            |            |            |            |            |            |            |            |            |            |            |

### Bez rozdílu vah
| Turnaj             | 1989 | 1990 | 1991 | 1992 | 1993 | 1994 | 1995 | 1996 | 1997 | 1998 | 1999 | 2000 | 2001 | 2002 | 2003 |
| Turnaj             | 19   | 20   | 21   | 22   | 23   | 24   | 25   | 26   | 27   | 28   | 29   | 30   | 31   | 32   | 33   |
| ------------------ | ---- | ---- | ---- | ---- | ---- | ---- | ---- | ---- | ---- | ---- | ---- | ---- | ---- | ---- | ---- |
| Mistrovství světa  | —    |      | —    |      | —    |      | —    |      | —    |      | —    |      | 3.   |      | úč.  |
| Mistrovství Evropy | 2.   | —    | —    | —    | —    | —    | —    | —    | —    | —    | —    | 3.   | —    | —    | —    |